# Topographische Aufnahme der Rheinlande

Übersicht über die Blatteinteilung

Topographische Aufnahme der Rheinlande (auch Tranchotkarte) ist ein von dem französischen Geographen Jean Joseph Tranchot aufgenommenes Kartenwerk.
Zwischen 1801 und 1814 wurden die Rheinlande auf persönlichen Befehl Napoleons unter dem Kommando des Obersts Jean Joseph Tranchot topographisch aufgenommen (kartiert). Nach dem Tod von Tranchot 1815 setzte Karl von Müffling das Projekt im Auftrag der preußischen Regierung fort (Am 8. Februar 1815 sprach der Wiener Kongress die rheinischen Lande Preußen zu). Die Bearbeitung wurde 1828 beendet. Das Werk besteht aus 264 Einzelblättern im Maßstab 1:20.000.

## Tranchot
Der Geograph Tranchot war 1794 in den wissenschaftlichen Stab des Dépôt de la Guerre berufen worden. Im Range eines Colonel beförderte die napoleonische Regierung ihn 1801 zum Chef des Bureau topographique de la carte des quatre Départements réunis de la rive gauche du Rhin (Topographische Abteilung zur Kartierung der vier vereinigten linksrheinischen Départements), das, wie ähnliche Abteilungen auch, gezielt für die Kartierung potentieller Kriegsschauplätze gegründet wurde. Die Arbeiten dauerten insgesamt von 1801 bis 1814.
Im Sinne der Auftraggeber war prinzipiell nur eine qualitativ gleichwertige Erweiterung des Kartenwerks von Jacques Cassini im Maßstab 1:86.400, ausgedehnt auf die Départements Rur, Rhein und Mosel, Saar und Donnersberg, die in dieser Zeit von Aachen, Koblenz, Trier und Mainz aus verwaltet wurden. Für die Zwecke der Kriegsführung wurden Cassinis Karten als ausreichend angesehen.
Abgesehen von der Entwicklung modernerer Messverfahren und Geräte, bei denen M. Maissiat oft als begabter Mitarbeiter genannt wurde, hatte sich Tranchot auch stets leidenschaftlich bemüht um die Vereinheitlichung der graphischen Darstellung von topographischen Daten, die auch viele tiefergehende Informationen von wirtschaftlichem Nutzen umfassten sollten. Seinen neuen Auftrag sah er vermutlich als beste Gelegenheit an, diese Ideen umzusetzen und ein Kartenwerk zu erstellen, das die über fünfzig Jahre älteren Cassini-Karten in jeder Hinsicht übertraf.
Tranchot und sein Mitarbeiterstab nutzten und entwickelten Modernisierungen für fast alle Teilbereiche ihres Projektes. Sie verbesserten die Messinstrumente und Methoden und erfanden eigene, sinnvolle Gestaltungsrichtlinien, wo diese fehlten. Ab 1803 gab das Dépôt de la Guerre allmählich topographische und technische Richtlinien vor, in denen auch viele Ideen und Erfahrungen Tranchots und seiner Mitarbeiter berücksichtigt wurden.
Lange Zeit war die Frage des Maßstabs strittig. Zunächst war 1:10.000 als Maßstab zur Datenerfassung festgelegt worden. Dies erlaubte eine große Detailfülle bei der Darstellung von Gelände, Wegen und Gewässern mit Flächenmaßen, Angaben zur Bebauung, ziviler, wirtschaftlicher und militärischer Nutzung bzw. Nutzbarkeit, geschichtlicher Entwicklung, Atmosphäre und lokaler Besonderheiten. Vor allem der Mitarbeiter Rousseau war mit der Ermittlung der riesigen Datenmenge betraut, ab 1808 ganz allein, bis er 1810 erfolgreich um seine Entlassung wegen Erschöpfung  bat. Seine Arbeit wurde danach nicht mehr fortgesetzt.
In Aachen besuchte Napoleon 1804 persönlich das Zeichenbüro und erboste sich über das langsame Fortschreiten der Arbeit. In einem Brief an seinen Kriegsminister Louis-Alexandre Berthier ist zu lesen: »Je ne sais pas pourquoi la Guerre veut faire des cadastres« (Sinngemäß: „Ich weiß nicht, warum das Kriegsministerium Kataster machen will.“)

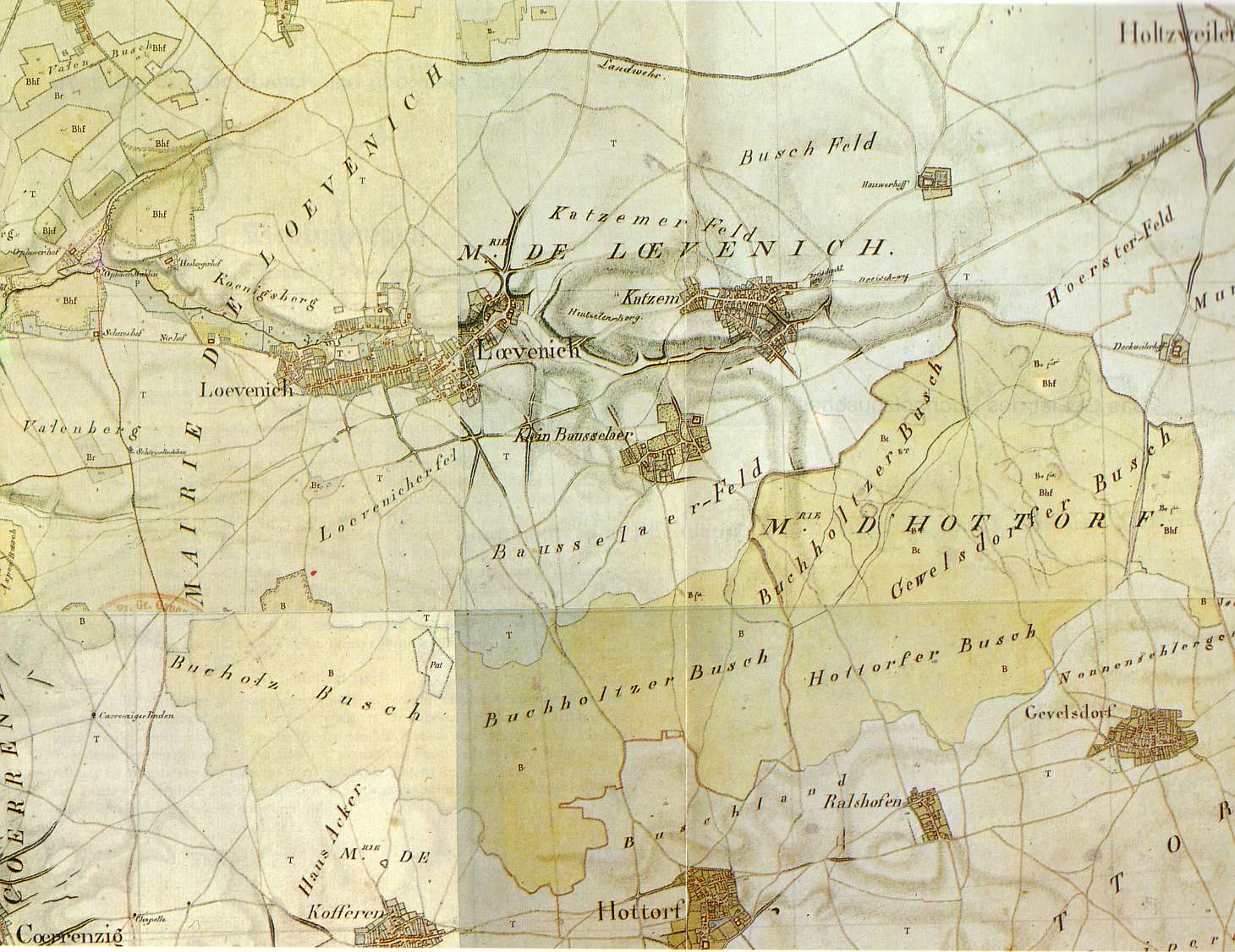
Kartenausschnitt Mairie de Loevenich

Tranchot konnte noch erreichen, dass sein neuer Arbeitsmaßstab nicht auf 1:50.000, sondern auf 1:20.000 festgelegt wurde. Ab Ende 1807 wurden dennoch immer mehr Vorabkarten bis hin zum Maßstab 1:100.000 erstellt, die auf Kopien vorhandener Karten, Kataster und eilig ermittelter Daten beruhten. So gelang es, den anderen Mitarbeitern eine Fortsetzung der genauen Bestandsaufnahme im Maßstab 1:20.000 zu ermöglichen.
Drei Arbeitssektionen teilten sich die verschiedenen Aufgaben. Unter der Leitung von Tranchot und seinem Vertrauten Pigeou erstellte die erste Sektion Triangulations-Dreiecke der ersten und zweiten Ordnung. Zwei weitere Sektionen beschäftigten sich mit der Topographie und bestanden aus ein bis zwei Ingenieuren, zur Vermessung und Kalkulation, begleitet von einer Gruppe von meist gut ausgebildeten Ingenieurgeographen für Geodäsie und Kartografie.
Napoleon behielt das Projekt weiter argwöhnisch im Auge. 1809 zweifelte er an der Führung des Dépôt de la Guerre, nachdem ihm eine Vorabkarte im Maßstab 1:100.000 vorgelegt worden war, die ihm nun wiederum zu klein war, wo er schließlich von Anfang an nur eine Erweiterung der vergleichsweise rückständigen Cassini-Karten aus der Zeit des  Ancien Régime angeordnet hatte – »J’ai demandé une adjonction à la carte de Cassini et vous me proposez une dimension d’un huitième plus petite. Le Dépôt de la Guerre est mal mené.« (Deutsch: „Ich verlangte eine Erweiterung der Cassini-Karte und Sie legen mir einen kleineren Maßstab vor. Das Kriegsministerium wird schlecht geführt.“)
Bis 1814 entstand trotz alledem ein Kartenwerk von bemerkenswerter Qualität unter immer schwieriger werdenden Arbeitsbedingungen, je weiter das Kriegsgeschehen der Epoche fortschritt. Die Anzahl der Mitarbeiter war stets starken Schwankungen ausgesetzt. 1812 erlitt Tranchot einen Unfall. Sein Büro war inzwischen von Aachen nach Trier verlegt worden und wurde 1814 nach der Absetzung Napoleons aufgelöst. Das unvollendete Kartenwerk wurde vorerst nach Paris gebracht.
Jean Joseph Tranchot starb 1815.

## Fortsetzung der Arbeiten durch Karl von Müffling
Gleichzeitig zu den Arbeiten Tranchots in französischen Diensten beschäftigte das Königreich Preußen den Freiherrn Friedrich Karl Ferdinand von Müffling mit gleichartiger Aufgabenstellung. Dieser war neben seiner militärischen Laufbahn und begeisterter Kriegsteilnahme auch mit der Kartierung Westfalens betraut.
Während seiner intensiven Suche nach allen verfügbaren Karten seines Wirkungsfeldes erfuhr er auch von den Arbeiten Tranchots und der hohen Qualität seiner Ergebnisse. Deshalb bemühte er sich ab 1814 zunächst vergeblich um die Herausgabe der Karten Tranchots durch den französischen Staat.

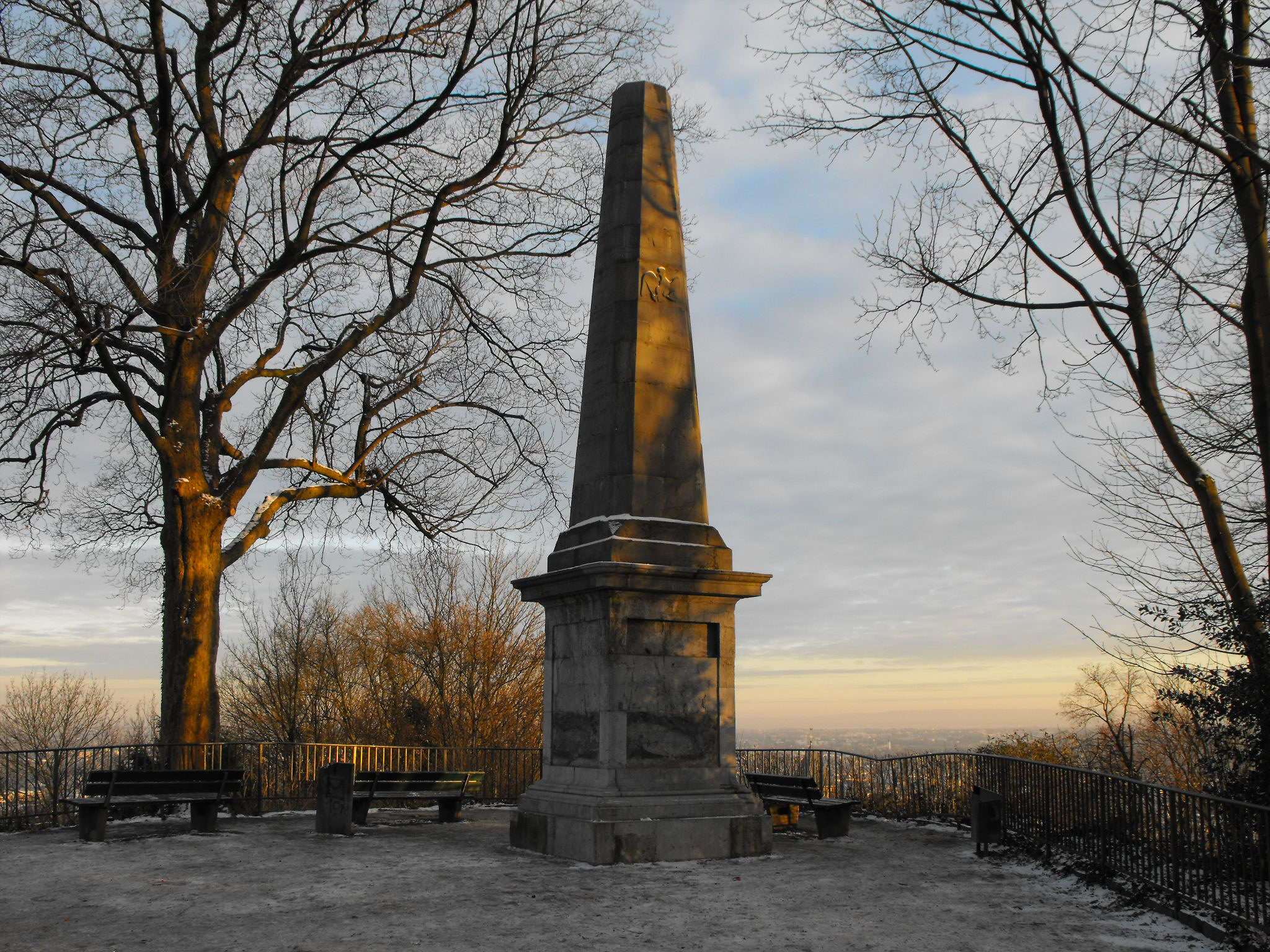
Der Tranchot-Obelisk auf dem Lousberg

Auf dem Aachener Lousberg ordnete von Müffling die Wiedererrichtung des sogenannten Tranchot-Obelisken an, der am 2. April 1814 zerstört und 15. Mai 1815 wieder eingeweiht wurde. Eine Lobrede auf Napoleon war durch eine Inschrift gegen den „Tyrannen“ und zum Lob „[…] der Wissenschaft und deutschen Kraft […]“ ersetzt worden.
Das Denkmal für Tranchot und seine Mitarbeiter war im Spätsommer 1807 nach den Entwürfen von Capitaine Boucher, eines Mitarbeiters Tranchots, im Auftrag des Kriegsministeriums errichtet worden. Das Denkmal bedeutete eine hohe Auszeichnung ihrer Arbeit, die motivierte und half, den ständigen Unmut Napoleons zu kompensieren.
Mit dem zweiten Pariser Frieden vom September 1815 wurde das Kartenmaterial schließlich dem Königreich Preußen zugesprochen und zu treuen Händen an von Müffling ausgehändigt. Die Qualität der Karten begeisterte ihn, und die preußischen Ingenieure erzielten einen hohen Lernerfolg anhand des Materials.
Aktiv bis 1818 und in leitender Position bis 1828 vollendeten von Müffling und seine Mitarbeiter die Karten Tranchots mit gleicher Akribie und nach eigenen Prinzipien, die vor allem die geographische Darstellung von Höhenzügen anders angingen. Die Erfüllung der militärischen Prioritäten fiel ihm deutlich leichter, dennoch berücksichtigte er ohne Mängel auch die friedlichen Nutzungsmöglichkeiten der Karten.
Das Aufnahme- und Zeichenbüro in Koblenz wurde von Major Knackfuß geleitet, der sich somit in Tranchots Stellung befand und entscheidend an der graphischen Darstellung der Informationen mitwirkte.

## Gliederung der Karte
Die Gesamtkarte ist in Blätter gegliedert. Die übliche Nummerierung trennt zwischen dem linksrheinischen und dem rechtsrheinischen Teil (Zusatz r oder rrh). Die Blätter an den Grenzen dieser Untergliederungen werden üblicherweise mit Doppelnummern bezeichnet, z. B. 93/34r für Bonn (linksrheinisch) und Beuel (rechtsrheinisch). Die Gliederung der Karte ist aufgrund ihrer Entstehungsgeschichte nicht ganz gleichmäßig. Auffälligste Unregelmäßigkeit sind die Klaffungen und Verschiebungen zwischen dem – von den Franzosen aufgenommenen – linksrheinischen Teil und dem später von Preußen aufgenommenen rechtsrheinischen Teil der Karte. Schon vorher war die ursprüngliche Gliederung im Zuge der Fertigung von Kopien für das Dépôt de la Guerre 1815/1816 dadurch gestört worden, dass die Kartenblätter auf quadratische Stücke von 50 × 50 cm halbiert wurden. Weil die Randblätter größer waren, entstanden dort drei Teile, wobei einer jeweils etwas schmaler ist als die anderen. Teilweise kamen dabei ausgerechnet die Reststücke im Innenbereich der Karte zu liegen (heutige Blätter 73–75), so dass die Karte dort ungleichmäßig aufgeteilt ist.

## Reduktionen
Es gibt zum einen die Reduktion der Kartenaufnahme in 15 Blättern durch das Dépôt de la Guerre unter dem Titel Carte topographique des Pays compris entre la France, les Pays-Bas et le Rhin 1:100.000. Es wurde zuerst 1840 und zuletzt in vierter Auflage 1870/71 veröffentlicht.
Zum anderen gibt es die Reduktion durch den preußischen Generalstab mit 85 Blättern in einer Größe von 41 × 32 cm.
Die Karten sind bis heute nützlich für historische und ökologische Forschungen, da sie ein sehr genaues und ästhetisches Bild der damaligen topographischen Verhältnisse festgehalten haben. Nachdrucke sind im freien Handel erhältlich.